# Stilpnus crassicornis
Stilpnus crassicornis är en stekelart som beskrevs av Thomson 1884. Stilpnus crassicornis ingår i släktet Stilpnus och familjen brokparasitsteklar. Inga underarter finns listade i Catalogue of Life.